# (39530) 1990 EX1
1990 إي أكس 1 (ويعرف أيضًا باسم (39530) 1990 إي أكس 1 وفق تسمية الكوكب الصغير) (بالإنجليزية: 1990 EX1)‏ هو كويكب ضمن حزام الكويكبات؛ وترتيبه 39530 من حيث الاكتشاف.
اكتُشف هذا الجُرم الفلكي بواسطة إيريك والتر إلست في 2 مارس 1990.

## وصلات خارجية
- (39530) 1990 EX1 في قاعدة بيانات مختبر الدفع النفاث لأجرام النظام الشمسي الصغيرة

- الاكتشاف · مخطط المدار ·  العناصر المدارية · المعلمات المادية

- (39530) 1990 EX1 على موقع ويكي سكاي: DSS2, SDSS, GALEX, IRAS, Hydrogen α, X-Ray, Astrophoto, Sky Map, Articles and images